# Plan hrabiego Lynara
Plan hrabiego Lynara – niezrealizowany projekt polityczny podziału terytorium Rzeczypospolitej autorstwa króla Prus Fryderyka II Wielkiego, wysłany do Petersburga 2 lutego 1769, pod nazwiskiem duńskiego dyplomaty hrabiego Rochusa Friedricha zu Lynara.
Prusy, pragnąc nie dopuścić do wciągnięcia Austrii do wojny rosyjsko-tureckiej 1768-1774 po stronie Imperium Osmańskiego, co groziłoby wystąpieniem związanej sojuszem z Austrią Francji i w rezultacie mogło zagrozić pruskiemu stanowi posiadania - postanowiły zażegnać rysujący się konflikt, przedstawiając projekt nabytków terytorialnych kosztem Rzeczypospolitej. 
Plan przewidywał, że Rosja ofiaruje dworowi wiedeńskiemu (...) miasto Lwów i Spisz, nam (tj. Prusom) da Prusy Polskie z Warmią i prawem opieki nad Gdańskiem, a Rosja aby uzyskać odszkodowania za koszty wojny, weźmie taką część Polski, jaka będzie dla niej dogodna. Wtedy zniknie zawiść między Austrią i Prusami i owe państwa prześcigać się będą, aby pomagać Rosji przeciw Turkom. 